# Belle Plaine, Kansas
Belle Plaine är en ort i Sumner County i Kansas. Vid 2020 års folkräkning hade Belle Plaine 1 467 invånare.